# Gõ kiến xanh hông đỏ
Picus erythropygius là một loài chim trong họ Picidae.